# James MacGregor Burns
James MacGregor Burns (ur. 3 sierpnia 1918 w Melrose, Massachusetts, zm. 15 lipca 2014) – amerykański biograf i politolog, laureat nagrody Pulitzera.

## Życiorys
James MacGregor Burns urodził się 3 sierpnia 1918 roku. W 1939 roku ukończył uczelnię Williams College, gdzie redagował i specjalizował się w naukach politycznych. W maju 1942 roku ożenił się z Janet Thompson; z tego związku urodziło się czworo dzieci. Podczas II wojny światowej służył w armii jako historyk walk na Pacyfiku. Pod koniec 1945 roku kontynuował studia doktoranckie na Harvardzie; w 1947 uzyskał tytuł doktora. Przez prawie 40 lat uczył nauk politycznych. W latach 70 pełnił funkcję prezydenta w Science Association i International Society of Political Psychology. Był autorem ponad 20 książek w tym biografii prezydentów Franklina D. Roosevelta i Johna F. Kennedy’ego. W 1970 został uhonorowany nagrodą Pulitzera. Zmarł w wieku 95 lat.